# Fairy Tail
Fairy Tail (フェアリーテイル Fearī Teiru?) är en mangaserie skapad av Hiro Mashima, som först publicerades i tidningen Weekly Shōnen Magazine augusti 2006. Mangan har blivit en anime, filmer och TV-spel.

## Anime
Oktober 2009 började de japanska animeringsstudiorna Satelight och A-1 Pictures sända en animeversion av mangan på japansk TV. 2011 meddelade Funimation att de skulle dubba animen till engelska. Den 30 mars 2013 hade animen ett tillfälligt uppehåll och återupptogs sedan den 5 april 2014.

## Film
Den 18 augusti 2012 hade animefilmen Fairy Tail the Movie: Phoenix Priestess premiär i Japan. Mashima medverkade bl.a. med att rita designen för gästfigurerna. Filmens engelska dubbning, som Funimation stod för, hade premiär den 13 september 2013.
Den 15 maj 2015 offentliggjordes det att en till film skulle göras. Fairy Tail: Dragon Cry hade japansk premiär den 6 maj 2017.